# Cnemophilus loriae
La paradisea di Loria o paradisea vellutata (Cnemophilus loriae (Salvadori, 1894)) è un uccello passeriforme della famiglia Cnemophilidae.

## Etimologia
Il nome scientifico della specie, loriae, venne scelto in omaggio all'esploratore Lamberto Loria.

## Descrizione

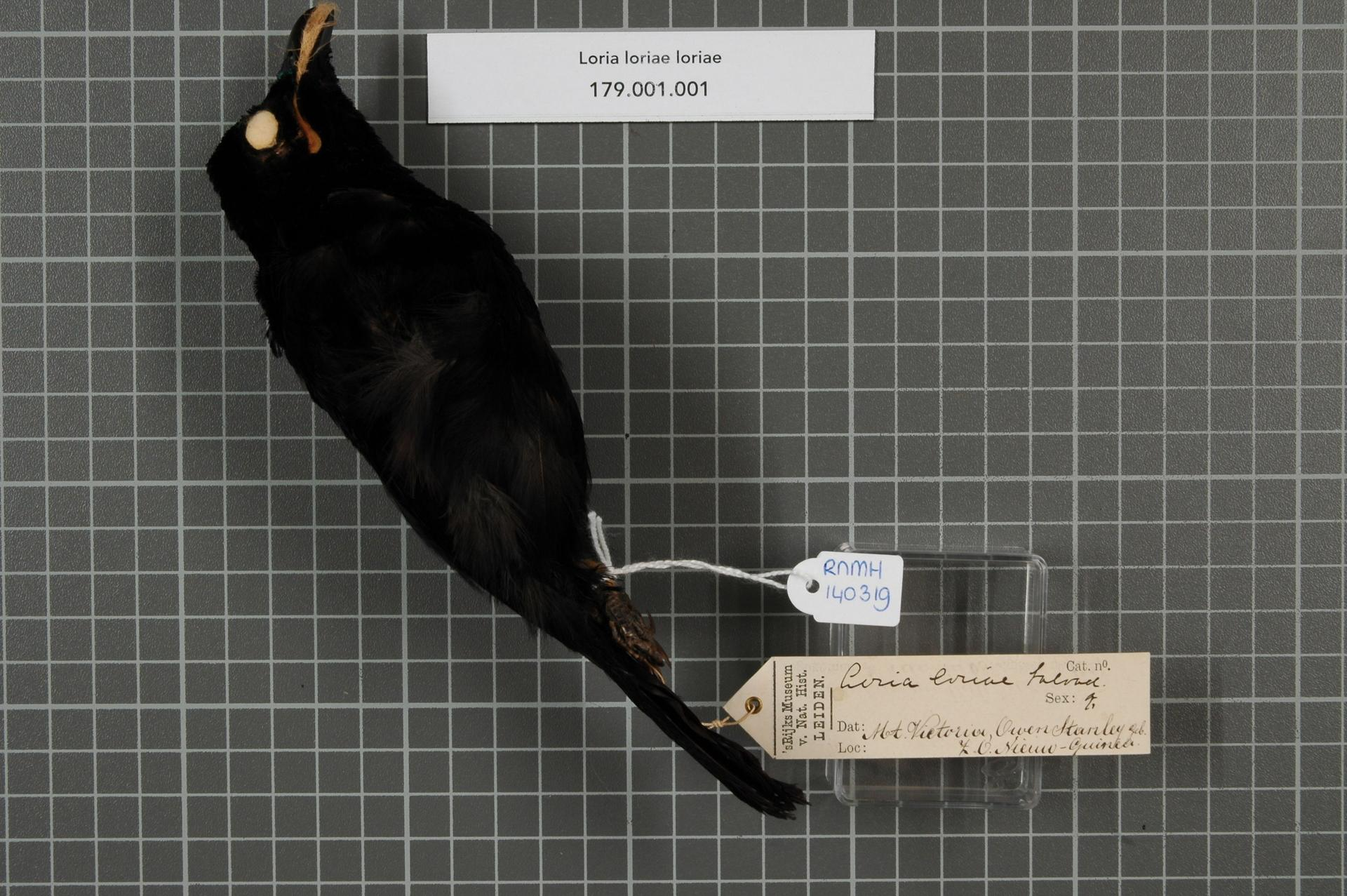
Maschio impagliato.

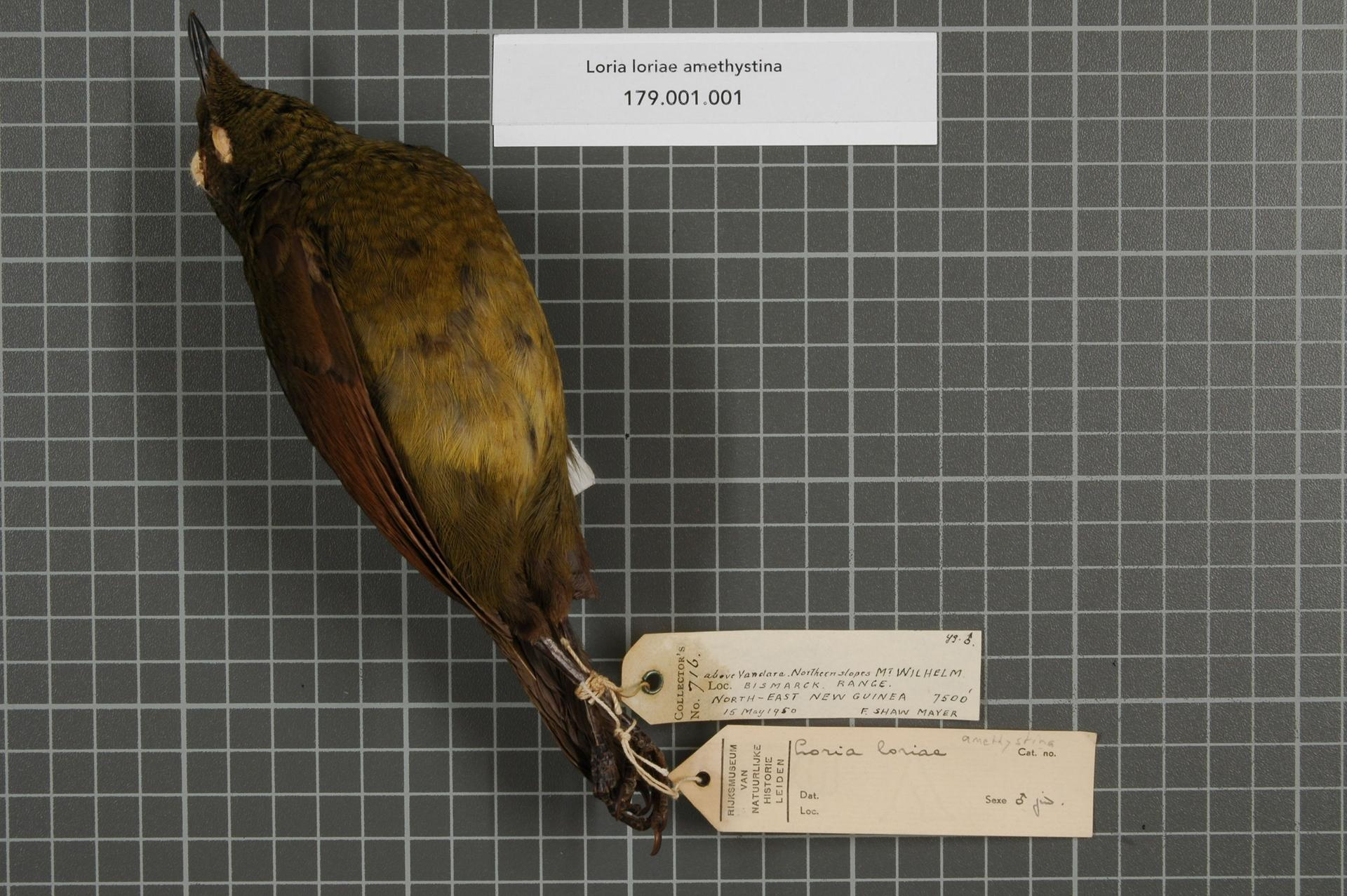
Femmina impagliata.

### Dimensioni
Misura 22 cm di lunghezza, per un peso di 60-101 g: a parità d'età, i maschi sono leggermente più robusti rispetto alle femmine.

### Aspetto
L'aspetto può ricordare quello di un pettirosso, per la testa arrotondata, il becco corto e sottile, la forma paffuta e robusta.

In questi uccelli è presente un dimorfismo sessuale piuttosto evidente: le femmine, infatti, presentano piumaggio quasi interamente di colore verde oliva, con tendenza a sfumare nel giallino sul basso ventre ed a scurirsi sulle ali (dove può assumere sfumature nocciola o ruggine, specialmente a livello delle remiganti primarie) e sulla coda. Nei maschi, invece, la colorazione è quasi uniformemente nera e dal caratteristico aspetto sericeo, che frutta a questi uccelli l'appellativo di "paradisea vellutata" con cui sono conosciuti: remiganti, codione e coda presentano decise sfumature blu, mentre i fianchi mostrano riflessi metallici purpurei. Alla base del becco, attorno alle narici, sono presenti nei maschi due caruncole azzurre. In ambedue i sessi, il becco e le zampe sono di colore nero, mentre gli occhi sono bruni.

## Biologia
La paradisea di Loria è un uccello dalle abitudini diurne e tendenzialmente solitarie, che passa la maggior parte della giornata alla ricerca di cibo nella fascia mediana e bassa della foresta: per le piccole dimensioni e la naturale diffidenza, risulta piuttosto difficile da osservare (in particolar modo i maschi), tuttavia è facile ascoltarne il richiamo monotono e ripetuto con grande frequenza.

### Alimentazione
Questi uccelli si nutrono per la quasi totalità (oltre l'80%) di frutta, in particolare di bacche e drupe che vengono inghiottite intere: molto sporadicamente, essi possono integrare la dieta con qualche insetto.

### Riproduzione
La stagione riproduttiva va da novembre a febbraio: i maschi sono poligini, e durante il periodo degli amori divengono particolarmente territoriali nei confronti di conspecifici dello stesso sesso.
Il nido è una struttura globosa che viene costruita dalla sola femmina al suolo, servendosi di muschi e fibre vegetali che vengono intrecciati su una roccia: al suo interno, la femmina depone 1-2 uova, che provvede a covare per circa tre settimane. I pulli, ciechi ed implumi alla schiusa, vengono imbeccati dalla femmina con frutta rigurgitata, e sono in grado d'involarsi attorno al mese di vita.

## Distribuzione e habitat
La paradisea di Loria è endemica della Nuova Guinea, dove, pur con areale piuttosto discontinuo, popola gran parte dell'asse montuoso centrale, dai Sudirman ai monti Owen Stanley.
L'habitat di questi uccelli è rappresentato dalle aree foresta pluviale montana e foresta nebulosa, fra i 1500 ed i 3000 m di quota.

## Tassonomia

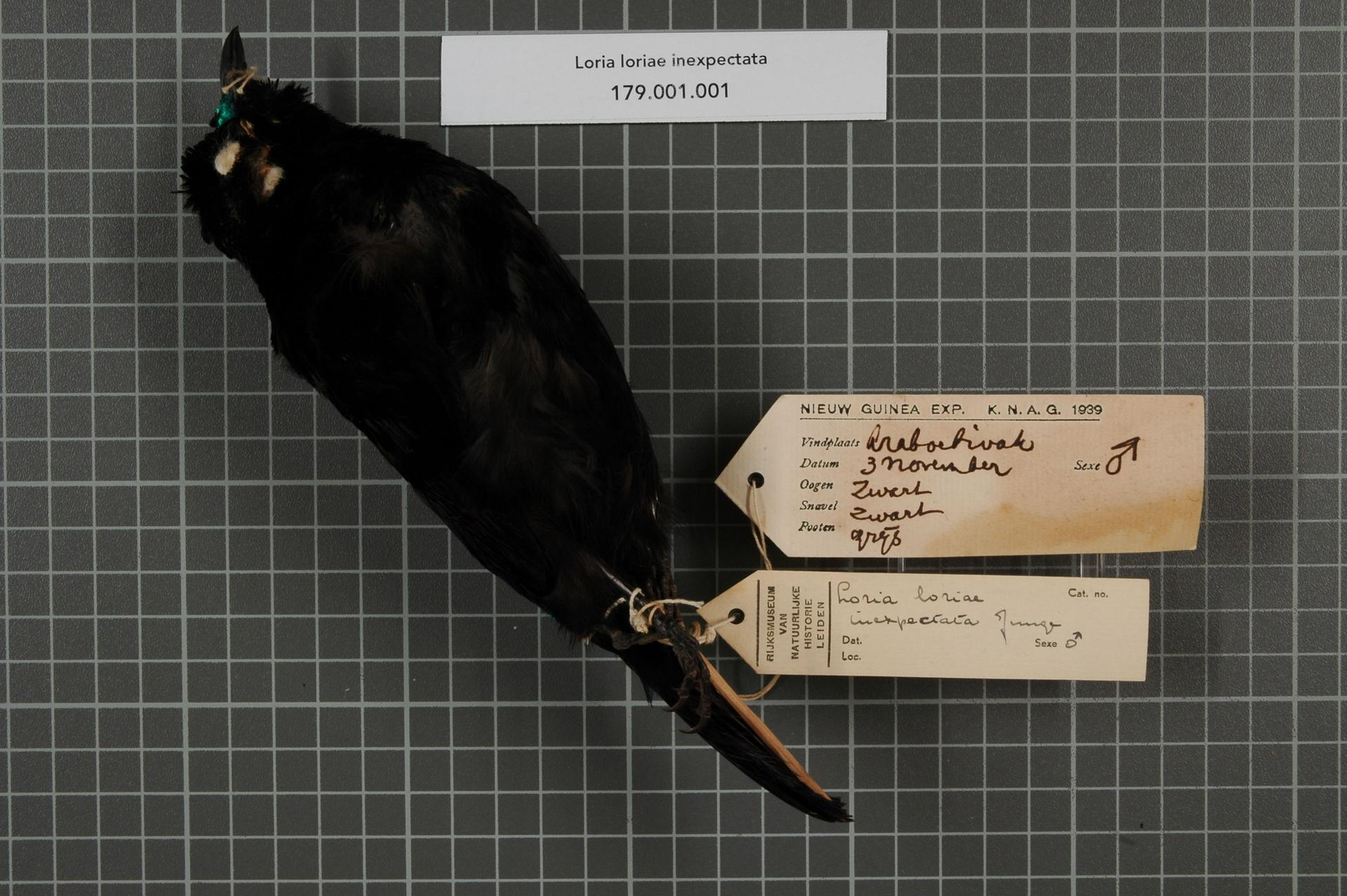
Maschio impagliato della sottospecie inexpectata.

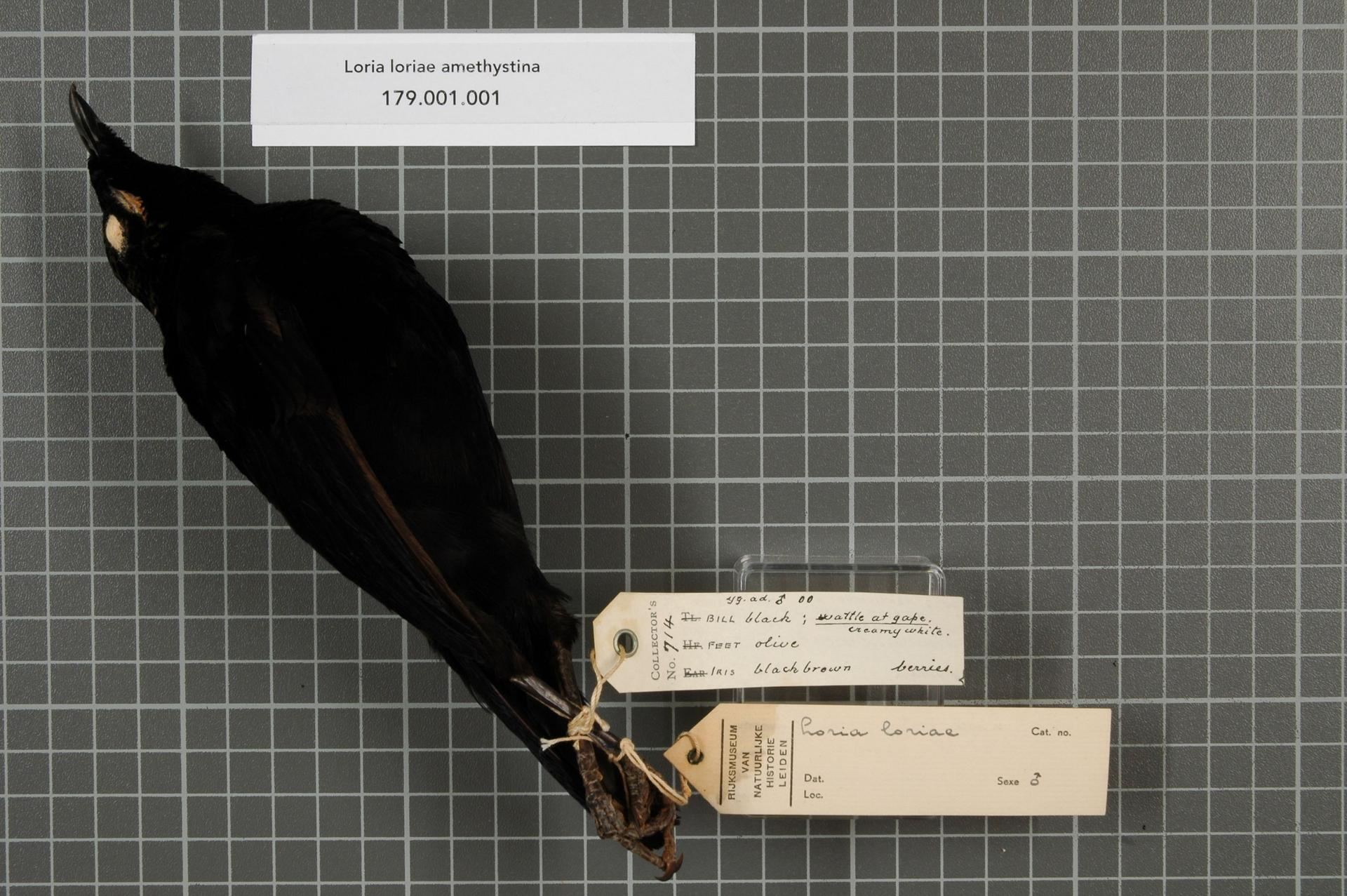
Maschio impagliato della sottospecie amethystinus.

Inizialmente classificata in un proprio genere monotipico, Loria, in seguito ne è stata riconosciuta l'affinità col genere Cnemophilus, nel quale è stata spostata e del quale ha seguito le sorti tassonomiche.

Se ne riconoscono tre sottospecie:
- Cnemophilus loriae loriae, la sottospecie nominale, diffusa dai monti Herzog fino ai confini orientali dell'areale occupato dalla specie;
- Cnemophilus loriae amethystinus (Stresemann, 1934), diffusa nei monti Bismarck e negli altopiani orientali;
- Cnemophilus loriae inexpectatus (Junge, 1939), diffusa nei Sudirman e nei monti Vittorio Emanuele;